# Ryan Stiles
Ryan Stiles (Seattle, 22 aprile 1959) è un attore, comico e doppiatore statunitense.
È principalmente noto per aver collaborato con Drew Carey in The Drew Carey Show e in Whose Line Is It Anyway?. Inoltre ha interpretato il ruolo di Herb Melnick nella sitcom Due uomini e mezzo.

## Biografia
Stiles nacque a Seattle, Washington da genitori canadesi.A 10 anni si trasferì con la famiglia a Vancouver. All'età di 17 anni, nonostante i genitori fossero contrari, cominciò a fare spettacoli di cabaret. Nel 1989 catturò l'attenzione dei produttori del programma inglese Whose Line Is It Anyway? Stiles divenne un ospite regolare nello show fino alla sua fine nel 1998.
Nel 1995 Drew Carey lo ingaggiò per interpretare Lewis Kiniski nello show di Carey The Drew Carey Show.
Tre anni dopo Carey riuscì a ottenere i diritti per la versione statunistense di Whose Line Is It Anyway? Stiles e Colin Mochrie diventarono i comici fissi dello show fino alla cancellazione nel 2006.
Dal 2004 al 2015 ha interpretato Herb Melnick nella sitcom Due uomini e mezzo.
Dal 2013 partecipa alla nuova serie di Whose Line Is It Anyway? in veste di comico e produttore.

## Filmografia

### Attore

#### Cinema
- Rainbow War, regia di Bob Rogers (1985)
- Hot Shots!, regia di Jim Abrahams (1991)
- Hot Shots! 2 (Hot Shots! Part Deux), regia di Jim Abrahams (1993)
- The Extra, regia di Kevin Carlin (2006)

#### Televisione
- Whose line is it Anyway? – serie TV, 349 episodi (1990-2007, 2013-presente)
- The Drew Carey Show – serie TV, (1995-2004)
- Dharma & Greg – serie TV, 1 episodio (2001)
- Due uomini e mezzo (Two and a Half Men) – serie TV, (2003-2015)
- Reno 911! – serie TV, 1 episodio (2008)
- Drew Carey's Improv-A-Ganza – serie TV, (2011)
- Young Sheldon - serie TV, episodio 3x20 (2020)

#### Doppiatore
- Astro Boy, regia di David Bowers (2009)
- Supercuccioli - Un'avventura da paura! (Spooky Buddies), regia di Robert Vince (2011)
- Supercuccioli a caccia di tesori (Treasure Buddies), regia di Robert Vince (2012)

## Doppiatori italiani
Nelle versioni in italiano delle opere in cui ha recitato, Ryan Stiles è stato doppiato da:
- Luca Dal Fabbro in Hot Shots! 2, Young Sheldon
- Tonino Accolla in Hot Shots!
- Fabrizio Pucci in The Drew Carey Show
- Massimo Gentile in Due uomini e mezzo (st. 2-9)
- Mino Caprio in Due uomini e mezzo (st. 10-12)

Da doppiatore, è stato sostituito da:
- Sergio Lucchetti in Supercuccioli - A caccia di tesori